# アクチノボリン
アクチノボリン（英：Actinobolin）は分子式C13H20N2O6の抗生物質である。アクチノボリンは細菌であるStreptomyces griseoviridus var atrofaciensから生成される。